# مذكرات العنكبوت الأسود

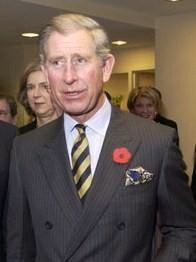

مذكرات «العنكبوت الأسود» هي رسائل ومذكرات كتبها تشارلز، أمير ويلز إلى وزراء الحكومة البريطانية والسياسيين على مر السنين. وبما أن العاهل البريطاني الحديث لا يزال محايدًا سياسياً، فإن الخطابات مثيرة للجدل بسبب وضع أمير ويلز كأكبر طفل للملك البريطاني الملكة إليزابيث الثانية وريث العرش البريطاني.
يرسل تشارلز الرسائل بصفته الشخصية، لكن أثيرت مخاوف من أنها قد تمثل ممارسة تأثير لا داعي له على وزراء الحكومة البريطانية. تشمل القضايا التي أعرب تشارلز عن وجهات نظرها العامة الزراعة والتعديل الوراثي والاحتباس الحراري والحرمان الاجتماعي والتخطيط والهندسة المعمارية. أدى ذلك إلى تسمية تشارلز ك «أمير يتدخل». كان محتوى رسائل «العنكبوت الأسود»، المسمى باسم الكتابة اليدوية المميزة لتشارلز، معروفًا فقط من القصص والمذكرات والتسريبات، حتى 13 مايو 2015 عندما أمرت محكمة المعلومات بالإفراج عن معظم المراسلات.
تم إطلاق هذه الأحداث في عام 2010، عندما قدم صحافي الجارديان روب إيفانز طلبًا بموجب تشريع حرية المعلومات البريطاني لرؤية رسائل الأمير 2004 و 2005 إلى الوزراء. بعد عدة قضايا قانونية، رفض المدعي العام دومينيك غريف الطلب في نهاية المطاف في أكتوبر 2012، وكانت القضية موضوع استئناف في المحكمة العليا التي حكمت في مارس 2015 بقرار الحكومة وسمحت نشر الرسائل في وقت لاحق.
كان رد الفعل على المذكرات عند إطلاقها داعمًا لتشارلز إلى حد كبير، مع القليل من النقد له. تم وصف المذكرات بشكل مختلف في الصحافة بأنها «مخيبة للآمال» و «غير ضارة» وأن إطلاق سراحهم قد «عكس نتائج عكسية على أولئك الذين يسعون إلى التقليل من شأنه»، برد فعل من الجمهور داعم أيضًا.

## الخلفية
تتم كتابة خطابات تشارلز باليد قبل إرسالها ليتم طباعتها. بعد إرجاع الرسائل إلى الأمير تشارلز للتوقيع، غالبًا ما يضيف تعليقات إضافية بالحبر الأسود أو الأحمر المتدفق عبر الصفحة باستخدام علامات التسطير والتعجب. هذه الإضافات والكتابة اليدوية المميزة له هي التي أعطت خطاباته لقبهم.

## روابط خارجية
- Prince of Wales correspondence with government departments - Cabinet Office
- A video from The Guardian explaining the 'black spider memos'
- Evans v Information Commissioner: The 2012 judgement of the Administrative Appeals Chamber نسخة محفوظة 21 مارس 2014 على موقع واي باك مشين.
- Evans, R (On the Application Of) v The Information Commissioner (2014) EWCA Civ 254: The 2014 judgement of the Civil Division of the Court of Appeal of England and Wales